# Terpsichore leucosticta
Terpsichore leucosticta är en stensöteväxtart som först beskrevs av John Smith, och fick sitt nu gällande namn av Alan Reid Smith. Terpsichore leucosticta ingår i släktet Terpsichore och familjen Polypodiaceae. Inga underarter finns listade.